# Hieracium atramentarium
Hieracium atramentarium là một loài thực vật có hoa trong họ Cúc. Loài này được (Nägeli & Peter) Zahn ex Engl. mô tả khoa học đầu tiên.